# Carlos Valdivia
Carlos Valdivia (7 de agosto de 1919 - 28 de diciembre de 1987) fue un futbolista peruano. Jugaba de delantero y estuvo en clubes de Perú, México y Colombia.

## Trayectoria
Se inició en el KDT Nacional del Callao. En 1940 pasó a Sport Boys siendo ese año goleador del equipo con siete tantos. En el Campeonato de 1942 anotó los dos goles en el triunfo por 2-1 en la fecha final ante Centro Iqueño que le dio el título al Boys. Posteriormente jugó en Universitario, en el Veracruz de México y Huracán de Medellín.
Su hijo Carlos jugó en Sport Boys y Defensor Lima en los años 1970.

## Clubes
| Club                | País     | Año       |
| ------------------- | -------- | --------- |
| KDT Nacional        | Perú     | 1937-1939 |
| Sport Boys          | Perú     | 1940-1943 |
| Veracruz            | México   | 1944-1946 |
| Sport Boys          | Perú     | 1946-1948 |
| Universitario       | Perú     | 1949      |
| Huracán de Medellín | Colombia | 1950-1951 |
| Universitario       | Perú     | 1951-1953 |

## Palmarés

### Campeonatos nacionales
| Título           | Club          | País   | Año       |
| ---------------- | ------------- | ------ | --------- |
| Primera División | Sport Boys    | Perú   | 1942      |
| Primera División | Veracruz      | México | 1945/1946 |
| Primera División | Universitario | Perú   | 1949      |